# Woodanilling Shire
Cranbrook Shire är en kommun i Western Australia, Australien. Kommunen, som är belägen 260 kilometer sydsydost om Perth, i regionen Great Southern, har en yta på 1 129 kvadratkilometer, och en folkmängd på 419 enligt 2011 års folkräkning. Huvudort är Woodanilling.